# 七宝站 (中国铁路)
七宝站位于上海市闵行区七宝镇星站路，车站建于1970年，为沪昆铁路上的一个四等中间越行站，设有4条股道，并设有101专用线通往上海虹桥国际机场，不办理客货运业务。
2009年，因七宝站老站房位于在建的沪杭客运专线线路上，为配合客运专线建设，将位于铁路东侧的老站房被拆除，同时在铁路西侧新建站房。12月14日22：00起停用老七宝站所有信号及其附属系统，对车站双向进行闭塞施工。工程于12月15日凌晨2：55全部完成。
沪苏湖高速铁路计划引出上海虹桥站综合场后，新建虹七特大桥上跨既有虹七下行联络线，从本站东侧通过后，至李家塘站区间利用既有沪昆铁路线位。因此需将原沪昆铁路西移，同时重建虹七联络线。2021年12月9日，车站为配合沪苏湖铁路线路建设腾出施工场地：施工部门将既有七宝站沪昆铁路线临时位移至站场东侧。2023年9月19日晚到20日凌晨，本站下行区间沪昆铁路线路正式拨线，整体西移约11米；而101专用线从本站出岔后，经七宝南线路所、七宝线路所分别平交沪苏湖高速铁路和沪昆高速铁路后出岔。